# Karyszkino
Karyszkino (ros. Карышкино) – wieś (dieriewnia) w Rosji, w Baszkortostanie, w rejonie tatłybajewskim. W 2010 liczyła 418 mieszkańców.